# John Patterson (meteorologo)
John Patterson (3 gennaio 1872 – 22 febbraio 1956) è stato un fisico e meteorologo canadese.

## Biografia
Patterson nacque in Ontario in una fattoria della Contea di Oxford da Francis Patterson e Annie Telfer. Frequentò l'Università a Toronto, dove nel 1900 conseguì il Bachelor of Arts in ingegneria. La sua tesi ottenne un premio, grazie a cui poté proseguire gli studi al Cavendish Laboratory dell'Università di Cambridge, dove conseguì il Master in fisica.
Completati gli studi si recò in India, dove fu nominato professore di fisica all'Università di Allahabad. Nel 1905 lasciò l'insegnamento universitario per assumere l'incarico di Meteorologo Imperiale nel Dipartimento Meteorologico dell'India. L'anno successivo sposò la dottoressa Margaret Norris, docente universitaria di ostetricia.
Nel 1910 Patterson rientrò in Canada insieme alla moglie e al figlio Arthur ed entrò nel Servizio Meteorologico del Canada. Inizialmente fu incaricato di organizzare un programma per l'esecuzione di studi dell'alta atmosfera mediante l'uso di palloni aerostatici; dopo due anni passò al nuovo Dipartimento di fisica istituito presso l'ufficio centrale del Servizio Meteorologico.
Allo scoppio della prima guerra mondiale si recò in Inghilterra, dove lavorò per l'Ammiragliato Britannico effettuando esperimenti per l'estrazione di elio dal gas naturale. Finita la guerra rientrò in Canada e riprese a lavorare nel Servizio Meteorologico dedicandosi a studi per la costruzione di nuovi tipi di barometro e anemometro; in particolare, realizzò il modello di anemometro a tre coppette che è attualmente in uso.
Nel 1925 Patterson fu nominato assistente direttore del Servizio Meteorologico canadese, di cui nel 1929 divenne direttore succedendo a Sir Fredric Stupart. Patterson ricoprì l'incarico di direttore fino al 1946, anno in cui si ritirò dal lavoro. È morto nel 1956 a Clarkson, una township del Distretto di Nipissing in Ontario.
Patterson è stato presidente dell'American Meteorological Society nel biennio 1930-1931 e presidente del Royal Canadian Institute nel biennio 1932-1933.

## Riconoscimenti
In onore di Patterson, il Servizio Meteorologico canadese ha istituito la John Patterson Medal.